# Orin Upshaw
Orin Thomas Upshaw (* 23. Juli 1874 in Peoria, Illinois; † 15. August 1937 in St. Louis, Missouri) war ein US-amerikanischer Tauzieher.

## Erfolge
Orin Upshaw nahm an den Olympischen Spielen 1904 in St. Louis für die erste Mannschaft des Southwest Turnverein of St. Louis teil. Im Viertelfinale besiegte die Mannschaft das griechische Team Panellinios Gymnastikos Syllogos aus Athen und traf anschließend auf den Milwaukee Athletic Club. Das Halbfinale ging verloren, sodass die Mannschaft abschließend eigentlich im Duell um Silber gegen den unterlegenen Finalisten, den New York Athletic Club, hätte antreten müssen. Da die New Yorker jedoch nicht antraten, erhielten Upshaw sowie Max Braun, August Rodenberg, William Seiling und Charles Rose kampflos die Silbermedaille.
Upshaw praktizierte ebenso wie seine drei Brüder als Arzt in St. Louis.